# Pimpla fraudator
Pimpla fraudator är en stekelart som beskrevs av Forster 1888. Pimpla fraudator ingår i släktet Pimpla och familjen brokparasitsteklar. Inga underarter finns listade i Catalogue of Life.